# Gornal
Gornal – wieś w Anglii, w hrabstwie ceremonialnym West Midlands, w dystrykcie metropolitalnym Dudley. Leży 16 km na zachód od miasta Birmingham i 178 km na północny zachód od Londynu.